# Leucopogon longistylis
Leucopogon longistylis är en ljungväxtart som beskrevs av Adolphe-Théodore Brongniart och Gris. Leucopogon longistylis ingår i släktet Leucopogon och familjen ljungväxter. Inga underarter finns listade i Catalogue of Life.